# Saint-Thomas-de-Courceriers
Saint-Thomas-de-Courceriers ist eine französische Gemeinde mit 162 Einwohnern (Stand: 1. Januar 2022) im Département Mayenne in der Region Pays de la Loire. Sie gehört zum Arrondissement Mayenne und zum Kanton Évron. 

## Geographie
Saint-Thomas-de-Courceriers liegt etwa 37 Kilometer ostnordöstlich von Laval. Umgeben wird Saint-Thomas-de-Courceriers von den Nachbargemeinden Courcité im Norden, Saint-Germain-de-Coulamer im Nordosten und Osten, Saint-Pierre-sur-Orthe im Osten und Südosten, Saint-Martin-de-Connée im Süden, Izé im Südwesten sowie Trans im Westen.

## Bevölkerungsentwicklung
| Jahr                       | 1962 | 1968 | 1975 | 1982 | 1990 | 1999 | 2006 | 2019 |
| Einwohner                  | 446  | 374  | 327  | 288  | 249  | 246  | 223  | 172  |
| Quellen: Cassini und INSEE |      |      |      |      |      |      |      |      |

## Sehenswürdigkeiten
- Allée couverte des Bonnes Dames, seit 1988 Monument historique
- Menhir La Petite Thébauderie, seit 1976 Monument historique
- Kirche Saint-Thomas
- Burgruine von Courceriers, seit 1987 Monument historique
- Romanische Brücke

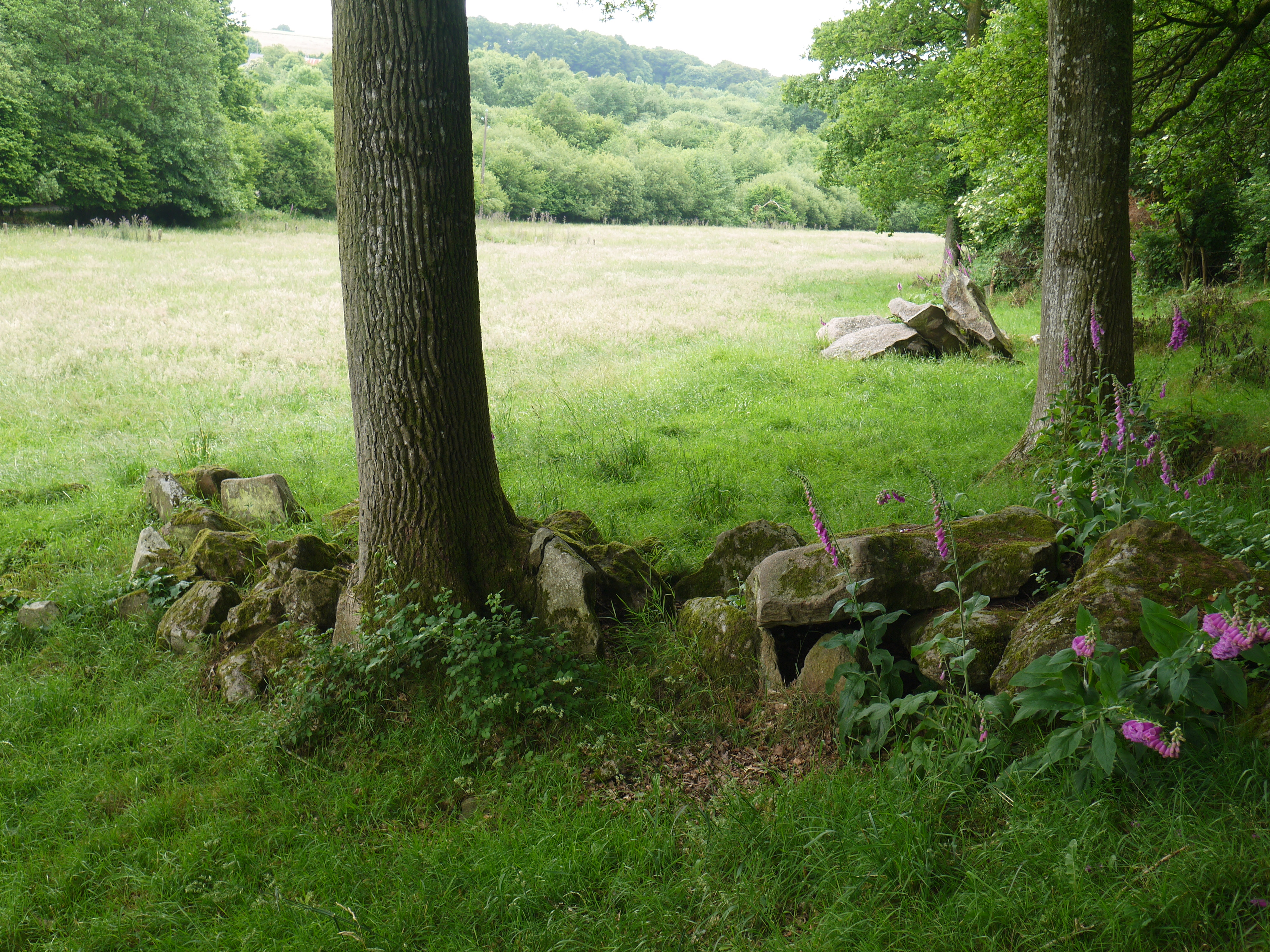
Allée couverte des Bonnes Dames
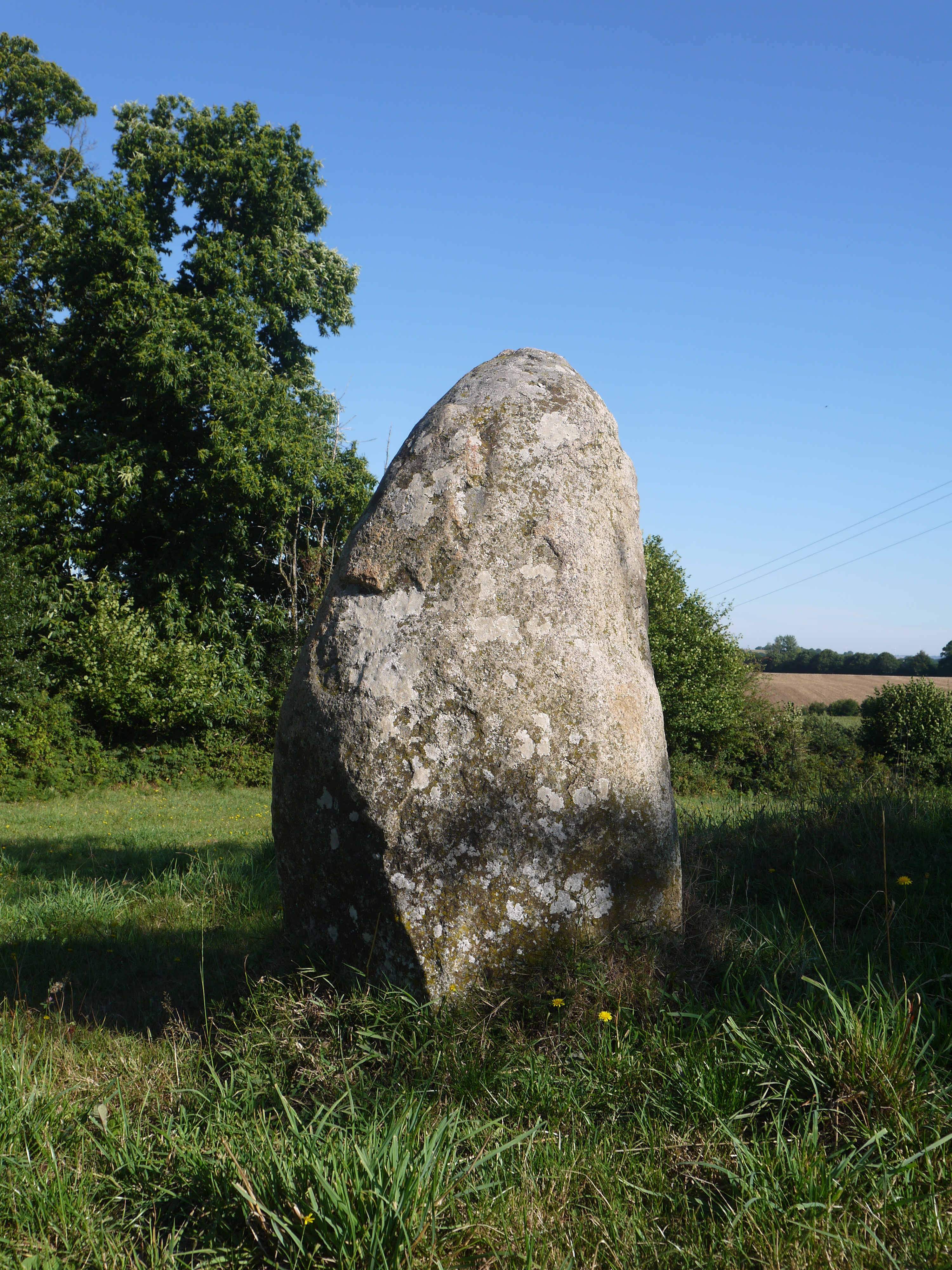
Menhir La Petite Thébauderie
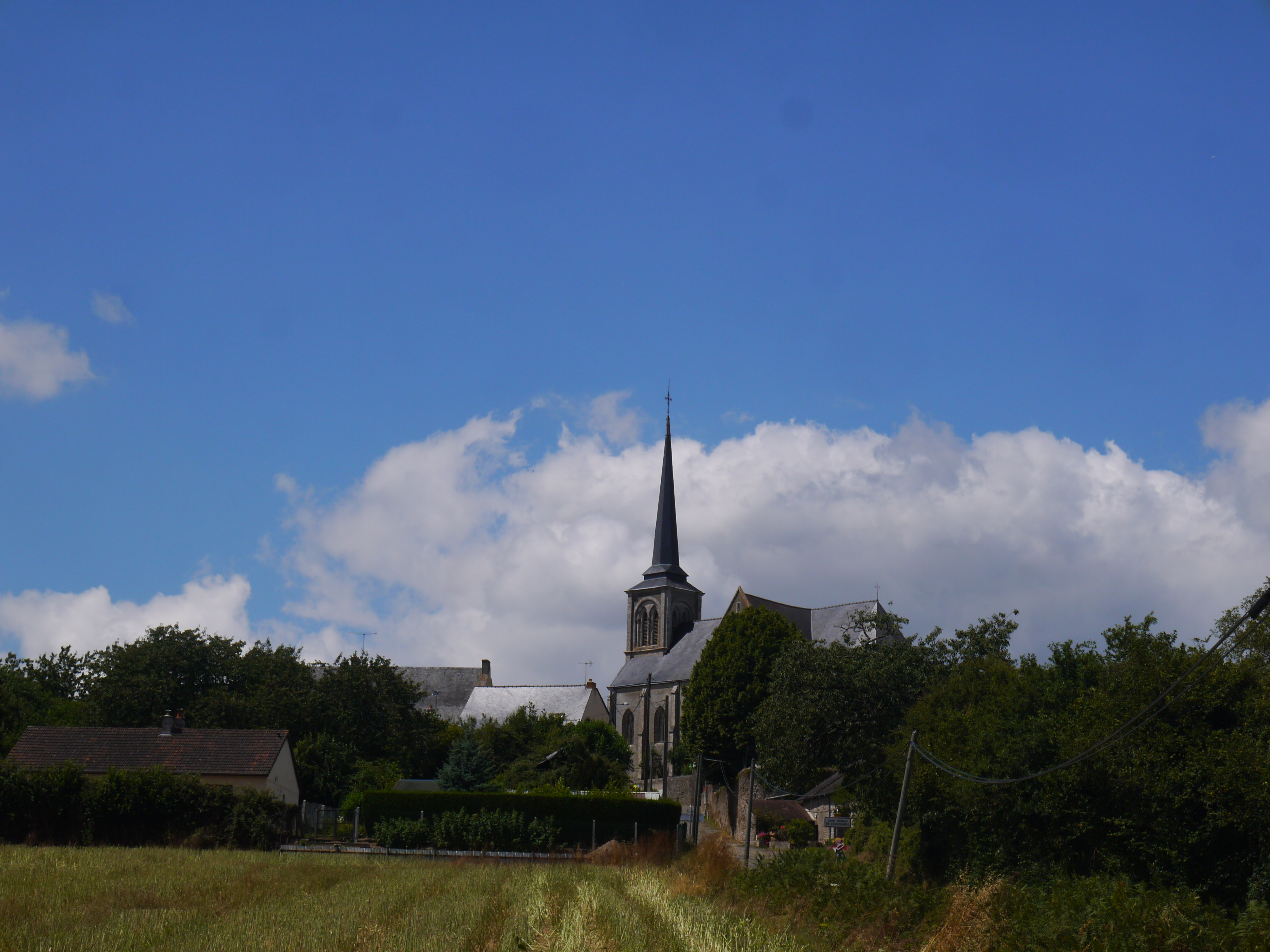
Kirche Saint-Thomas
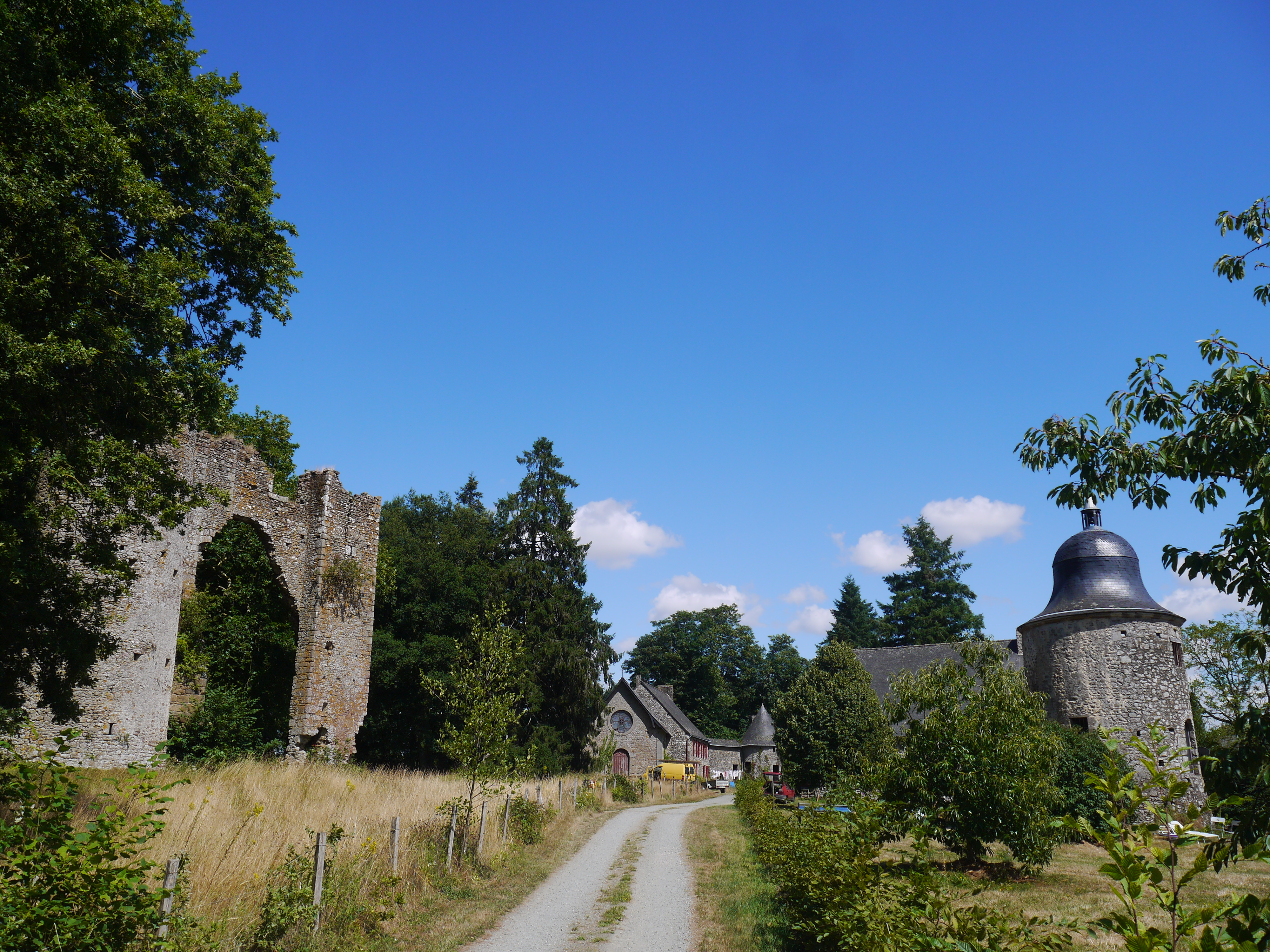
Burgruine von Courceriers
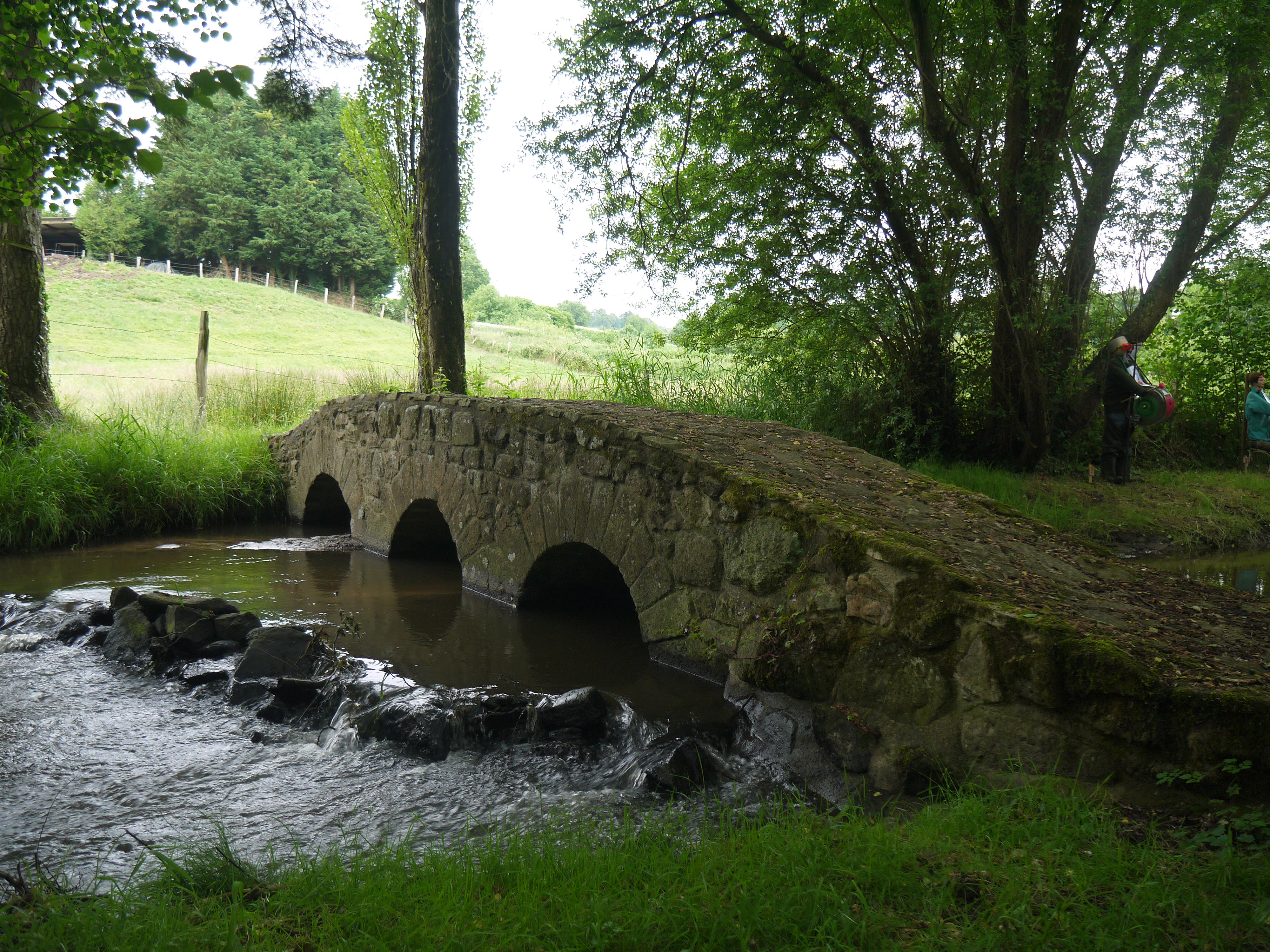
Romanische Brücke